# Cecilia Peralta
Cecilia Peralta (Mar del Plata, 20 de mayo de 1994) es una jugadora de voleibol de playa argentina.

## Carrera
En 2014 debutó en el Circuito Sudamericano de Voleibol de Playa en la etapa de Viña del Mar al lado de Julieta Puntin, en la siguiente etapa en San Miguel de Tucumán junto a Alejandra Graiño, obteniendo el noveno lugar en ambas pruebas, y vigésimo quinto lugar en el Abierto de Paraná (Argentina) del circuito mundial junto a Milena Churín.  En 2012, formó parte de la selección argentina que compitió en el debut del voleibol de nieve en el circuito FIVB, en el Wagrain-Kleinarl Open de Austria.
En 2015 formó dupla con Julia Benet en la etapa Montevideo, válida para el Circuito Sudamericano de Voleibol de Playa, en las siguientes etapas estuvo con María Virginia Zonta, obteniendo bronce en la etapa Punta Negra, y cuarto lugar en la etapa Sucre.
Inició la temporada 2016 junto a Julieta Puntin en Vicente López en el circuito continental.  En 2018 inició el camino junto a Ana Gallay, y también con María Virginia Zonta en el estadio de Rosario (Argentina),luego compitió en el Campeonato Mundial Universitario de Voleibol de Playa 2018 junto a María Eugenia Tuliz.
En el Circuito Sudamericano 2020 estuvo con Ana Gallay y quedaron subcampeones de la etapa de Coquimbo.  En 2021, formó parte de la selección argentina que disputó la Copa Continental CSV en Asunción y, junto a Brenda Churín, consiguió el título y clasificó al país a los Juegos Olímpicos de Tokio 2020.
En 2021 empezó a competir con Maia Najul y compitieron en el torneo de cuatro estrellas en Itapema, válido para el circuito mundial, en 2022 compitió en las Finales del CSV en Uberlândia y en el Futuro del Circuito Mundial en Giardini-Naxos y logró bronce en el futuro en Lecce.